# رفيعة
رفيعة قرية سوريّة تتبع إداريّاً لمحافظة حلب منطقة منبج ناحية مركز منبج، بلغ تعداد سكانها 497 نسمة حسب التعداد السكاني لعام 2004.